# とさでん交通桟橋線
桟橋線（さんばしせん）は、高知県高知市のはりまや橋停留場と桟橋通五丁目停留場を結ぶ、とさでん交通の軌道路線である。かつては現在の駅前線を含めた、高知駅前停留場から桟橋通五丁目停留場までの区間を桟橋線と称することもあった。案内上は駅前線と桟橋線を合わせて「南北線」と呼称されることもある。

## 路線データ
- 路線距離（営業キロ）：2.4 km
- 軌間：1067 mm
- 駅数：8駅（起終点駅含む）
- 複線区間：全線
- 電化区間：全線（直流600 V）

## 概要
高知市の市街地を南北に縦断する路線で、ほぼ全線が道路上を走る併用軌道である。はりまや橋停留場で駅前線のほか、東西方向の路線である後免線・伊野線と接続する。
わんぱーくこうち開園時間帯には、桟橋通五丁目行きの電車に「わんぱーくこうち行」と書かれた方向板が掲げられる。かつて1987年頃までは後免線・伊野線からの桟橋通五丁目行きの電車には、青地に白文字で「桟五」と書かれた方向板が掲げられていた。
2009年（平成21年）には桟橋通五丁目停留場の整備といった改良工事が行われた。

## 運行形態
多くが駅前線との通し運行で、毎時8本程度運行される。出入庫便として桟橋通四丁目始発・桟橋車庫前終着の伊野線・後免線直通便が設定されている。

## 歴史
- 1904年（明治37年）5月2日：土佐電気鉄道（初代）により潮江線として梅ノ辻 - 桟橋（現在の桟橋車庫前）間が開業。
- 1905年（明治38年）4月7日：南へ約100 m延伸。桟橋停留場（現在の桟橋通五丁目停留場）開設。（旧）桟橋停留場は岸壁通停留場に改称。
- 1906年（明治39年）4月6日：堀詰 - 梅ノ辻間が開業。桟橋線と改称[注 1]。
- 1922年（大正11年）8月1日：土佐水力電気との合併・社名変更により土佐電気の路線となる。
- 1928年（昭和3年）8月10日：はりまや橋 - 潮江橋北詰間が開業。堀詰 - 潮江橋北詰間廃止。
- 1941年（昭和16年）7月12日：高知鉄道・土佐バスとの合併・社名変更により土佐交通の路線となる。
- 1948年（昭和23年）6月3日：南海鍛圧機との合併により土佐電気鉄道（2代目）の路線となる。
- 1947年（昭和22年）：貨物用の環線0.2 km撤去。
- 1955年（昭和30年）6月20日：桟橋通三丁目停留場新設。これに伴い（旧）桟橋通三丁目停留場は桟橋通二丁目停留場に改称。（旧）桟橋通一丁目停留場を廃止し、帯田停留場を桟橋通一丁目停留場に改称。
- 1967年（昭和42年）11月1日：潮江橋北詰停留場廃止。
- 1997年（平成9年）3月31日：はりまや橋 - 梅の辻間のセンターポール化工事が竣工。
- 2006年（平成18年）4月1日：この年の『鉄道要覧』より高知駅前 - はりまや橋間が桟橋線から分離され、駅前線の名称で独立して記載[2][3]。
- 2007年（平成19年）1月10日：岸壁通停留場を桟橋車庫前停留場に改称。
- 2009年（平成21年）
  - 1月22日：桟橋車庫前停留場を約50 mはりまや橋寄りに移設。
  - 3月23日：桟橋通五丁目停留場の改良工事が完成。
- 2014年（平成26年）10月1日：土佐電気鉄道の高知県交通・土佐電ドリームサービスとの経営統合に伴い、とさでん交通に承継。

## 停留場一覧
- 全停留場が高知県高知市に所在。

| 停留場名           | 停留場間キロ | 営業キロ | 接続路線                             |
| ------------------ | ------------ | -------- | ------------------------------------ |
| はりまや橋停留場   | -            | 0.0      | とさでん交通：後免線・伊野線・駅前線 |
| 梅の辻停留場       | 0.6          | 0.6      |                                      |
| 桟橋通一丁目停留場 | 0.5          | 1.1      |                                      |
| 桟橋通二丁目停留場 | 0.2          | 1.3      |                                      |
| 桟橋通三丁目停留場 | 0.3          | 1.6      |                                      |
| 桟橋通四丁目停留場 | 0.2          | 1.8      |                                      |
| 桟橋車庫前停留場   | 0.4          | 2.2      |                                      |
| 桟橋通五丁目停留場 | 0.2          | 2.4      |                                      |

### 廃止停留場
八百屋町通停留場、朝倉町通停留場、潮江橋北詰停留場、（旧）桟橋通一丁目停留場